# Mein Weggefährte
Mein Weggefährte (russisch Мой спутник, Moi sputnik), auch Mein Reisegefährte, Mein Weggenosse, ist eine Erzählung des russischen Schriftstellers Maxim Gorki aus dem Jahr 1894, die im selben Jahr in der Samaraer Zeitung (Самарская газета - Samarskaja gaseta) erschien.
In jungen Jahren erwanderte Gorki unter anderen das Nordufer des Schwarzen Meeres. So erzählt er über seine viermonatige Fußreise, die ihn im Herbst 1891 von Odessa nach Tiflis führte. Auf dieser Wanderschaft nutzt ihn sein Weggefährte, der notorisch arbeitsscheue Georgier Schakro aus Tiflis, nach Strich und Faden aus.

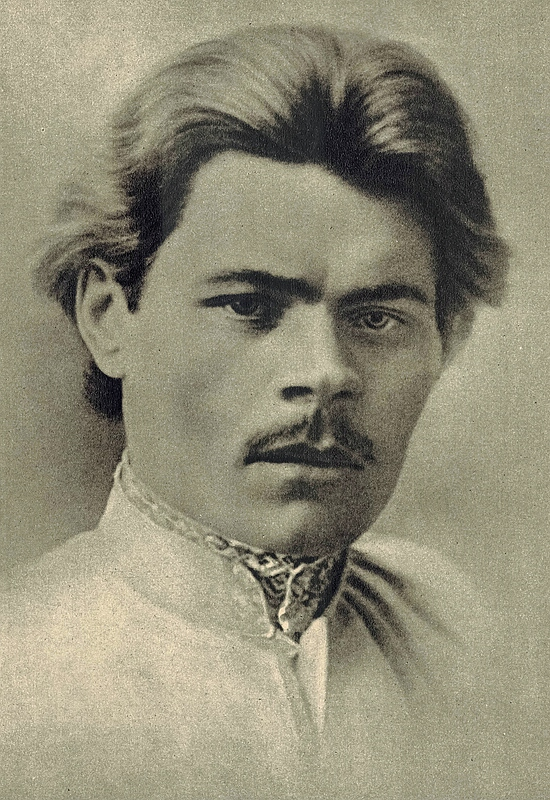
Gorki (1889)

## Inhalt
Der Wanderweg Gorkis und des Fürsten Schakro Ptadse – wie sich der Weggefährte vorstellt – führt nach Tiflis über Cherson, Perekop, Simferopol, Jalta, Feodosia, Aluschta, Kertsch, Anapa, die Gegend um den Terek, Wladikawkas, die Darjalschlucht, den Gudaur und Mzchet. Die Straße von Kertsch wird mit einer Schaluppe überwunden. 
Schakro möchte Maxim im Hafen von Odessa glauben machen, er sei vergeblich einem Dieb von Kutais aus auf der Spur gewesen und nun seien ihm mit der Zeit in der Fremde die Rubel ausgegangen. „Fürst“ Schakro ist mit falschem Pass – dem eines gewissen Friseurs Wano Swanidse – unterwegs. Weil das Geld für die Rückfahrkarte nach Georgien fehlt, schließt sich Schakro seufzend dem Fußreisenden Maxim nach Tiflis an. Gorki schreibt: „Als wir in Cherson anlangten, kannte ich meinen Weggefährten als einen naiv wilden Burschen, sehr ungebildet; sehr vergnügt, wenn er satt war, und niedergeschlagen, wenn er Hunger hatte – ein gutmütiges, starkes Tier.“ Maxim sorgt für Schakros Unterhalt. 
Bei der Anlegestelle der Zollbehörde Kertsch stehlen die beiden Wanderburschen ein Boot und setzen nachts über die stürmische Meerenge. Während ziemlich hohen Wellenganges rettet Maxim dem „Fürsten“ das Leben. Am anderen Ufer – auf der Halbinsel Taman – haben Maxim und Schakro Glück. Drei gutmütige Schafhirten liefern die beiden Diebe weder dem Ataman noch den Zöllnern aus, sondern helfen mit Marschverpflegung weiter.
Schakro macht sich auf dem Wege hinein in den Kaukasus über Maxim lustig: Wären beide von den Hirten doch der Staatsmacht übergeben worden, hätte sich Schakro herausgeredet, indem er seinen Ernährer Maxim als potentiellen Mörder hingestellt hätte. Auf dem restlichen Wanderweg muss nur gelegentlich gedarbt werden. Indem Maxim unterwegs Arbeit auf Zeit annimmt, kann er den zumeist hungrigen Müßiggänger Schakro und sich verpflegen. Als die beiden Wanderer Schakros Vaterstadt Tiflis betreten, wird der georgische Edelmann immer einsilbiger. In der Nähe der Tifliser Olginskaja macht sich der Fürst auf Nimmerwiedersehen auf und davon. Gorki schließt seine Geschichte: „Er [der Weggefährte] hat mich vieles gelehrt, was man in den dicksten Folianten weiser Männer nicht finden wird.“
Das Besondere an der Erzählung ist ihre Form: Ludwig nennt zwar Schakro einen „verkommenen Sohn wohlhabender Eltern“, doch Gorki trägt die Geschichte so vor, dass der nichtsahnende Leser sich über weite Strecken fragen muss: Ist Schakro nun wirklich ein Mann von Adel oder gibt sich dieser Hochstapler lediglich als Fürst aus? Von Gorki erhält der Leser darauf letztlich keine Antwort.

## Verfilmung
- 1968, Sowjetunion: Fjodor Filippow (russ. Фёдор Филиппов) schuf Durch Russland[8] unter anderen unter Verwendung der Novelle. Alexei Loktew[9] spielte den Maxim und  Georgi Kawtaradse[10] den Fürsten Schakro. Der Film kam Ende Februar 1969 in die DDR-Kinos.[11]

## Deutschsprachige Ausgaben
- Maxim Gorki: Die Holzflösser und andere Erzählungen. Einzig autorisierte Übersetzung aus dem Russischen von August Scholz. 507 Seiten. Malik-Verlag, Berlin 1926 (Makar Tschudra. Vom Zeisig, der da log, und vom Specht, der die Wahrheit liebte. Jemeljan Piljaj. Großvater Archip und Lenjka. Tschelkasch. Einstmals im Herbst. Das Lied vom Falken. Ein Irrtum. Die alte Isergil. Die Geschichte mit dem Silberschloß. Mein Reisegefährte. Die Holzflößer. Bolek. Im Weltschmerz. Konowalow. Der Chan und sein Sohn. Die Ausfahrt).

### Erstausgabe
Maxim Gorki: Mein Weggenosse und andere Erzählungen. Deutsch von Alexander Eliasberg. Volksverband der Bücherfreunde, Wegweiser-Verlag, Berlin 1921.
Verwendete Ausgabe
- Mein Weggefährte. Deutsch von August Scholz.[12] S. 404–435 in: Maxim Gorki: Erzählungen. Erster Band. Aufbau-Verlag, Berlin 1953.